# Рождественская история Микки
«Рождественская история Микки» (англ. Mickey’s Christmas Carol) — короткометражный мультфильм 1983 года производства The Walt Disney Company, созданный по мотивам повести Чарльза Диккенса «Рождественская песнь в прозе». В мультфильме участвовали многие Диснеевские персонажи, такие, как Микки Маус, Пит, Скрудж МакДак и другие.
Мультфильм был номинирован на премию «Оскар» за лучший анимационный короткометражный фильм в 1984 году, но уступил «Воскресенью в Нью-Йорке». Это была первая номинация на короткометражный мультфильм с участием Микки Мауса после 1948 года (мультфильм «Микки и тюлень»).

## Сюжет
В канун Рождества 1843 года, когда жители Англии радостно ожидают праздника, Эбенезер Скрудж (Скрудж Макдак), находясь в своей конторе, думает только о деньгах. Боб Крэтчит (Микки Маус), его служащий, получающий небольшую зарплату, упорно трудится. Он скромно спрашивает Скруджа, можно ли ему получить половину выходного дня в Рождество, на что Эбенезер отвечает, что отдых оплачен не будет. Когда собиратели приходят к нему, прося небольшое пожертвование, Скрудж отказывает им, говоря, что если он даст им денег, бедные перестанут быть бедными и они, собиратели, останутся без работы. Весёлый племянник Эбенезера Скруджа, Фред (Дональд Дак), приглашает своего дядю на праздничное застолье. Скрудж отказывается от приглашения.
Позже, когда Эбенезер Скрудж возвратился домой, его навещает призрак Джейкоба Марли (Гуфи), бывшего партнера Эбинейзера, умершего семь лет назад. Из-за своей жестокости в жизни он обречён носить тяжёлые цепи целую вечность. Он предупреждает Эбенезера, что его постигнет та же участь, если он не изменится. Марли также говорит Скруджу, что ночью его посетят три Рождественских духа.
Первый, Святочный дух прошлых лет (Сверчок Джимини), показывает Скруджу его прошлое. Одержимость Эбенезера деньгами разорвала его отношения с невестой Изабель (Дейзи Дак), которая навсегда покинула Скруджа.
Второй, Дух нынешних Святок (Великан Вилли), ведёт Эбенезера по городу и приводит его к дому Боба Крэтчита. Там Скрудж видит бедную семью, которая держит праздничный дух, несмотря на трудности. Вместо индейки — канарейка, а каждую горошинку режут на много маленьких частей. Ещё удручает то, что Малютка Тим (Морти Филдмаус), младший сын Боба, тяжело болен, и если жизнь не изменится, то скоро некому будет сидеть на маленьком стульчике. Когда Скрудж спрашивает, что именно случится с Тимом, Дух нынешних Святок исчезает, и на смену ему является последний, третий — Дух будущих Святок (Пит).
Эбенезер видит, как Крэтчиты оплакивают маленькую могилку, в которой покоится Малютка Тим, и в ужасе спрашивает, может ли быть изменено это будущее. И тут он замечает ещё совсем свежую могилу. Он интересуется, кто в ней лежит. И с ужасом видит, что на могильном камне нацарапано его имя. Дух будущих Святок сталкивает Скруджа прямо в огнедышащий гроб…
Рождественским утром Эбенезер Скрудж просыпается. Получив шанс всё исправить, он быстро одевается и выбегает на улицу. Там он встречает двоих собирателей и отдает им 100 золотых соверенов. По пути он встречает своего племянника Фреда и радостно сообщает ему, что придёт на праздничный ужин. Он покупает игрушки, складывает их в потрёпанный мешок и идёт к Бобу Крэтчиту. Там он говорит Бобу, что принёс ему мешок с грязным бельём и грубо добавляет, что принесет ещё. Но, к радости Крэтчита, в мешке оказывается большая индейка и много игрушек. Скрудж также сообщает своему работнику, что делает его своим партнёром, и Малютка Тим провозглашает: «Бог благословит всех нас!».

## Роли озвучивали
| Персонаж              | Роль в мультфильме       | Актёр (оригинальная озвучка) |
| --------------------- | ------------------------ | ---------------------------- |
| Микки Маус            | Боб Крэтчит              | Уэйн Оллвайн                 |
| Скрудж МакДак         | Эбенезер Скрудж          | Алан Янг                     |
| Гуфи                  | Дух Джейкоба Марли       | Хэл Смит                     |
| Сверчок Джимини       | Дух Прошлого Рождества   | Эдди Кэрролл                 |
| Великан Вилли         | Дух Нынешнего Рождества  | Уилл Райан                   |
| Пит                   | Дух Будущего Рождества   | Уилл Райан                   |
| Дональд Дак           | Фред, племянник Скруджа  | Кларенс Нэш                  |
| Дейзи Дак             | Изабель                  | Патриция Паррис              |
| Джей Тадеуш Тоад      | Фэззивиг                 | нет                          |
| Минни Маус            | Эмили Крэтчит            | нет                          |
| Мелоди или Милли Маус | Марта Крэтчит            | нет                          |
| Фреди Филдмаус        | Питер Крэтчит            | нет                          |
| Морти Филдмаус        | Тим Крэтчит              | Дик Биллингсли               |
| Рэтти                 | Собиратель пожертвований | Хэл Смит                     |
| Моули                 | Собиратель пожертвований | Уэйн Оллвайн                 |

В эпизодах можно заметить Чипа и Дейла, Мак Беджера, Хьюи, Дьюи и Луи, леди Клак, трёх поросят, волчат и серого волка, Кларабель Кау, Хорэса Хорсколлара, бабушку Дак, Скиппи, Сис и Тоби из «Робина Гуда».

## Отзыв критика
Выход фильма стал прекрасным поводом для праздника: это была не бледная попытка сымитировать прошлое, но совершенно оригинальный мультфильм с вполне ещё состоятельными персонажами. Молодые аниматоры и сценаристы доказали, что способны ответить на новый вызов. Фильм «Рождественская история Микки» — чистое удовольствие. Он прекрасно написан, хорошо поставлен и анимирован весело и с душой.
— Леонард Молтин «О мышах и магии. История американского рисованного фильма»